# Dactylellina
Dactylellina M. Morelet – rodzaj grzybów workowych.

## Charakterystyka
Grzyby saprotroficzne i drapieżne polujące na nicienie glebowe. Znane są tylko ich formy rozmnażające się bezpłciowo. Charakteryzują się wysokimi, bezbarwnymi konidioforami ze skupiskami zarodników konidialnych na końcu i często w kilku nabrzmiałych punktach poniżej. Konidia są bezbarwne, złożone z dwóch lub wielu komórek. Po oddzieleniu się od komórek konidiotwórczych pozostawiają widoczne blizny lub wyrostki. Wszystkie anamorfy Orbiliaceae są prawdopodobnie drapieżnikami nicieni. Do ich łapania wykorzystują pułapki ze strzępek. Są to albo lepkie gałki, albo lepkie sieci pętli lub zaciskające się na nicieniach pierścienie. Zacisk jest tak silny, że prawie przecina nicienia. Do uśmierconego zwierzęcia wrastają strzępki grzyba, które rozrastają się wewnątrz i wytwarzają konidia.

## Systematyka i nazewnictwo
Pozycja w klasyfikacji według Index Fungorum: Orbiliaceae, Orbiliales, Orbiliomycetidae, Orbiliomycetes, Pezizomycotina, Ascomycota, Fungi.
Synonimy: Dactylosporium Mekht., Gamsylella M. Scholler, Hagedorn & A. Rubner, Kafiaddinia Mekht.
Gatunki:
- Dactylellina arcuata (Scheuer & J. Webster) Ying Yang & Xing Z. Liu 2006
- Dactylellina asthenopaga (Drechsler) M. Scholler, Hagedorn & A. Rubner 1999
- Dactylellina cionopaga (Drechsler) Ying Yang & Xing Z. Liu 2006
- Dactylellina copepodii (G.L. Barron) M. Scholler, Hagedorn & A. Rubner 1999
- Dactylellina daliensis Hong Y. Su 2008
- Dactylellina ellipsospora (Preuss) M. Scholler, Hagedorn & A. Rubner 1999
- Dactylellina ferox (Onofri & S. Tosi) M. Scholler, Hagedorn & A. Rubner 1999
- Dactylellina formosana (J.Y. Liou, G.Y. Liou & Tzean) M. Scholler, Hagedorn & A. Rubner 1999
- Dactylellina gephyropaga (Drechsler) Ying Yang & Xing Z. Liu 2006
- Dactylellina haptospora (Drechsler) M. Scholler, Hagedorn & A. Rubner 1999
- Dactylellina haptotyla (Drechsler) M. Scholler, Hagedorn & A. Rubner 1999
- Dactylellina huisuniana (J.L. Chen, T.L. Huang & Tzean) M. Scholler, Hagedorn & A. Rubner 1999
- Dactylellina illaqueata D.S. Yang & M.H. Mo 2006
- Dactylellina leptospora (Drechsler) M. Morelet 1968
- Dactylellina lobata (Dudd.) Yan Li 2006
- Dactylellina lysipaga (Drechsler) M. Scholler, Hagedorn & A. Rubner 1999
- Dactylellina mammillata (S.M. Dixon) M. Scholler, Hagedorn & A. Rubner 1999
- Dactylellina multiseptata (Hong Y. Su & K.Q. Zhang) Z.F. Yu 2014
- Dactylellina parvicollis (Drechsler) Yan Li 2005
- Dactylellina phymatopaga (Drechsler) Yan Li 2006
- Dactylellina quercus Bin Liu, Xing Z. Liu & W.Y. Zhuang 2005
- Dactylellina robusta (J.S. McCulloch) Yan Li 2006
- Dactylellina sichuanensis Yan Li, K.D. Hyde & K.Q. Zhang 2006
- Dactylellina varietas Yan Li, K.D. Hyde & K.Q. Zhang 2006

W Polsce występuje Dactylellina ellipsospora.